# Marco Stiepermann
Marco Stiepermann (Dortmund, Renania del Norte-Westfalia, Alemania, 9 de febrero de 1991) es un futbolista alemán. Juega de centrocampista en el ASC 09 Dortmund de la Oberliga Westfalia.

## Trayectoria

### Borussia Dortmund
Stiepermann comenzó su carrera en 1998 en las inferiores del Borussia Dortmund y llegó al equipo reserva en la temporada 2008-09. Su primer encuentro con el primer equipo de Dortmund fue el 13 de diciembre de 2009 ante el VfL Wolfsburgo en la Bundesliga.

### Alemannia Aachen
Se fue a préstamo al Alemannia Aachen el 24 de mayo de 2011 hasta el término de la temporada. 

### FC Energie Cottbus
Fichó por el Energie Cottbus el 29 de mayo de 2012 por 200 000 €.

### SpVgg Greuther Fürth
Luego de descender con su anterior club, fichó por tres años con el SpVgg Greuther Fürth de la 2. Bundesliga.

### VfL Bochum
Se unió al VfL Bochum el 16 de junio de 2016.

### Norwich City
El 6 de agosto de 2017, Stiepermann fichó por el Norwich City por tres años, en valor de transferencia no fue revelado. Debutó en la victoria 2-0 de local ante el QPR el 16 de agosto de 2017. 
Fue un titular recurrente en la temporada 2018-19 del Norwich, año en que el club ganaría la Championship y aseguró su regreso a la Premier League.
Dejó el club al término de la temporada 2020-21.

## Selección nacional
Ha representado a Alemania en varias categorías menores.

## Estadísticas

### Clubes
Actualizado al último partido disputado el 12 de mayo de 2024.
| Club                               | Div.          | Temporada     | Liga  | Liga  | Copas nacionales | Copas nacionales | Total | Total |
| Club                               | Div.          | Temporada     | Part. | Goles | Part.            | Goles            | Part. | Goles |
| ---------------------------------- | ------------- | ------------- | ----- | ----- | ---------------- | ---------------- | ----- | ----- |
| Borussia Dortmund II · Alemania    | 4.ª           | 2008-09       | 1     | 0     | —                | —                | 1     | 0     |
| Borussia Dortmund II · Alemania    | 3.ª           | 2009-10       | 7     | 0     | —                | —                | 7     | 0     |
| Borussia Dortmund II · Alemania    | 4.ª           | 2010-11       | 25    | 4     | —                | —                | 25    | 4     |
| Borussia Dortmund II · Alemania    | Total club    | Total club    | 33    | 4     | —                | —                | 33    | 4     |
| Borussia Dortmund · Alemania       | 1.ª           | 2009-10       | 3     | 1     | 0                | 0                | 3     | 1     |
| Borussia Dortmund · Alemania       | 1.ª           | 2010-11       | 4     | 0     | 0                | 0                | 4     | 0     |
| Borussia Dortmund · Alemania       | Total club    | Total club    | 7     | 1     | 0                | 0                | 7     | 1     |
| Alemannia Aachen II · Alemania     | 5.ª           | 2011-12       | 8     | 0     | —                | —                | 8     | 0     |
| Alemannia Aachen II · Alemania     | Total club    | Total club    | 8     | 0     | —                | —                | 8     | 0     |
| Alemannia Aachen · Alemania        | 2.ª           | 2011-12       | 21    | 2     | 1                | 0                | 22    | 2     |
| Alemannia Aachen · Alemania        | Total club    | Total club    | 21    | 2     | 1                | 0                | 22    | 2     |
| FC Energie Cottbus II · Alemania   | 4.ª           | 2012-13       | 2     | 1     | —                | —                | 2     | 1     |
| FC Energie Cottbus II · Alemania   | Total club    | Total club    | 2     | 1     | —                | —                | 2     | 1     |
| FC Energie Cottbus · Alemania      | 2.ª           | 2012-13       | 27    | 2     | 1                | 0                | 28    | 2     |
| FC Energie Cottbus · Alemania      | 2.ª           | 2013-14       | 29    | 5     | 2                | 0                | 31    | 5     |
| FC Energie Cottbus · Alemania      | Total club    | Total club    | 56    | 7     | 3                | 0                | 59    | 7     |
| SpVgg Greuther Fürth II · Alemania | 4.ª           | 2014-15       | 1     | 1     | —                | —                | 1     | 1     |
| SpVgg Greuther Fürth II · Alemania | Total club    | Total club    | 1     | 1     | —                | —                | 1     | 1     |
| SpVgg Greuther Fürth · Alemania    | 2.ª           | 2014-15       | 31    | 4     | 2                | 0                | 33    | 4     |
| SpVgg Greuther Fürth · Alemania    | 2.ª           | 2015-16       | 30    | 5     | 0                | 0                | 30    | 5     |
| SpVgg Greuther Fürth · Alemania    | Total club    | Total club    | 61    | 9     | 2                | 0                | 63    | 9     |
| VfL Bochum · Alemania              | 2.ª           | 2016-17       | 31    | 1     | 1                | 1                | 32    | 1     |
| VfL Bochum · Alemania              | Total club    | Total club    | 31    | 1     | 1                | 1                | 32    | 1     |
| Norwich City F. C. Inglaterra      | 2.ª           | 2017-18       | 23    | 1     | 4                | 0                | 27    | 1     |
| Norwich City F. C. Inglaterra      | 2.ª           | 2018-19       | 43    | 9     | 3                | 1                | 46    | 10    |
| Norwich City F. C. Inglaterra      | 1.ª           | 2019-20       | 24    | 0     | 3                | 0                | 27    | 0     |
| Norwich City F. C. Inglaterra      | 2.ª           | 2020-21       | 18    | 1     | 1                | 0                | 19    | 1     |
| Norwich City F. C. Inglaterra      | Total club    | Total club    | 108   | 11    | 11               | 1                | 119   | 12    |
| S. C. Paderborn 07 · Alemania      | 2.ª           | 2021-22       | 16    | 3     | 0                | 0                | 16    | 3     |
| S. C. Paderborn 07 · Alemania      | Total club    | Total club    | 16    | 3     | 0                | 0                | 16    | 3     |
| Wuppertaler SV · Alemania          | 4.ª           | 2022-23       | 28    | 7     | 1                | 0                | 29    | 7     |
| Wuppertaler SV · Alemania          | Total club    | Total club    | 28    | 7     | 1                | 0                | 29    | 7     |
| ASC 09 Dortmund · Alemania         | 5.ª           | 2023-24       | 26    | 6     | ―                | ―                | 26    | 6     |
| ASC 09 Dortmund · Alemania         | Total club    | Total club    | 26    | 6     | 0                | 0                | 26    | 6     |
| Total carrera                      | Total carrera | Total carrera | 398   | 53    | 19               | 2                | 417   | 55    |

### Selección nacional
| Selección         | Temporada     | Encuentros | Encuentros |
| Selección         | Temporada     | Part.      | Goles      |
| ----------------- | ------------- | ---------- | ---------- |
| Sub-15 · Alemania | 2005-2006     | 5          | 2          |
| Sub-15 · Alemania | Total         | 5          | 2          |
| Sub-16 · Alemania | 2006-2007     | 11         | 5          |
| Sub-16 · Alemania | Total         | 11         | 5          |
| Sub-17 · Alemania | 2007-2008     | 11         | 1          |
| Sub-17 · Alemania | Total         | 11         | 1          |
| Sub-18 · Alemania | 2008-2009     | 12         | 0          |
| Sub-18 · Alemania | Total         | 12         | 0          |
| Sub-19 · Alemania | 2009-2010     | 11         | 2          |
| Sub-19 · Alemania | Total         | 11         | 2          |
| Sub-20 · Alemania | 2010-2011     | 3          | 1          |
| Sub-20 · Alemania | Total         | 3          | 1          |
| Total carrera     | Total carrera | 53         | 11         |

## Palmarés

### Títulos nacionales
| Título           | Club               | País       | Año     |
| ---------------- | ------------------ | ---------- | ------- |
| Bundesliga       | Borussia Dortmund  | Alemania   | 2010-11 |
| EFL Championship | Norwich City F. C. | Inglaterra | 2018-19 |